# Кипріан Еквенсі
Кипріан Еквенсі (англ. Cyprian Odiatu Duaka Ekwensi; 26 вересня 1921 року, Мінна (Нігерія) — 4 листопада 2007, Енугу) — нігерійський письменник, писав англійською мовою. Автор численних оповідань, кількох романів, книг для дітей, писав також для радіо і телебачення.

## Біографія
Належав до народу ігбо. Його батько був усним оповідачем і мисливцем на слонів. Навчався в Ібадані, Аккрі. Два роки працював лісником. Потім навчався на фармацевта в Лагосі і Лондоні. Викладав в Лагосі. У 1963—1966 служив в корпорації Нігерійського радіо, в міністерстві інформації. У 1966, перед громадянською війною, переїхав з сім'єю в Енугу.